# Breganze rosso riserva
Il Breganze rosso riserva è un vino DOC la cui produzione è consentita nella provincia di Vicenza.

## Caratteristiche organolettiche
- colore: rosso rubino vivo
- odore: vinoso, caratteristico
- sapore: armonico, di corpo, asciutto, robusto, giustamente tannico, con o senza persistenza gradevole di legno

## Produzione
Provincia, stagione, volume in ettolitri
- nessun dato disponibile